# Pholcus sidorenkoi
Pholcus sidorenkoi is een spinnensoort uit de familie trilspinnen (Pholcidae). De soort komt voor in Rusland.